# Liste der Biografien/Malo
Liste der Biografien |
Portal Biografien |
Personensuche
# |
A |
B |
C |
D |
E |
F |
G |
H |
I |
J |
K |
L |
M |
N |
O |
P |
Q |
R |
S |
T |
U |
V |
W |
X |
Y |
Z |
?
 
Ma |
Mb |
Mc |
Md |
Me |
Mf |
Mg |
Mh |
Mi |
Mj |
Mk |
Ml |
Mm |
Mn |
Mo |
Mp |
Mq |
Mr |
Ms |
Mt |
Mu |
Mv |
Mw |
Mx |
My |
Mz
 
Maa |
Mab |
Mac |
Mad |
Mae |
Maf |
Mag |
Mah |
Mai |
Maj |
Mak |
Mal |
Mam |
Man |
Mao |
Map |
Maq |
Mar |
Mas |
Mat |
Mau |
Mav |
Maw |
Max |
May |
Maz
 
Mala |
Malb |
Malc |
Mald |
Male |
Malf |
Malg |
Malh |
Mali |
Malj |
Malk |
Mall |
Malm |
Maln |
Malo |
Malp |
Malq |
Malr |
Mals |
Malt |
Malu |
Malv |
Malw |
Maly |
Malz
Die Liste der Biografien führt alle Personen auf, die in der deutschsprachigen Wikipedia einen Artikel haben. Dieses ist eine Teilliste mit 174 Einträgen von Personen, deren Namen mit den Buchstaben „Malo“ beginnt.

## Malo
- Malo de Villavicencio, Pedro († 1744), spanischer Jurist und Kolonialverwalter
- Malo, Charles (1835–1914), französischer Orchesterleiter und Komponist
- Malo, Gaétan (* 1963), kanadisch-deutscher Eishockeyspieler
- Malo, Jean-Pierre (* 1951), französischer Schauspieler
- Malo, Jorge López (* 1957), mexikanischer Fußballspieler
- Malo, Matthieu de Castro (1604–1677), römisch-katholischer Bischof
- Malo, Michel (* 1938), madagassischer Geistlicher, emeritierter Erzbischof von Antsiranana
- Malo, Pia (* 1982), deutsche SchlagersängerinPia Malo (* 1982)

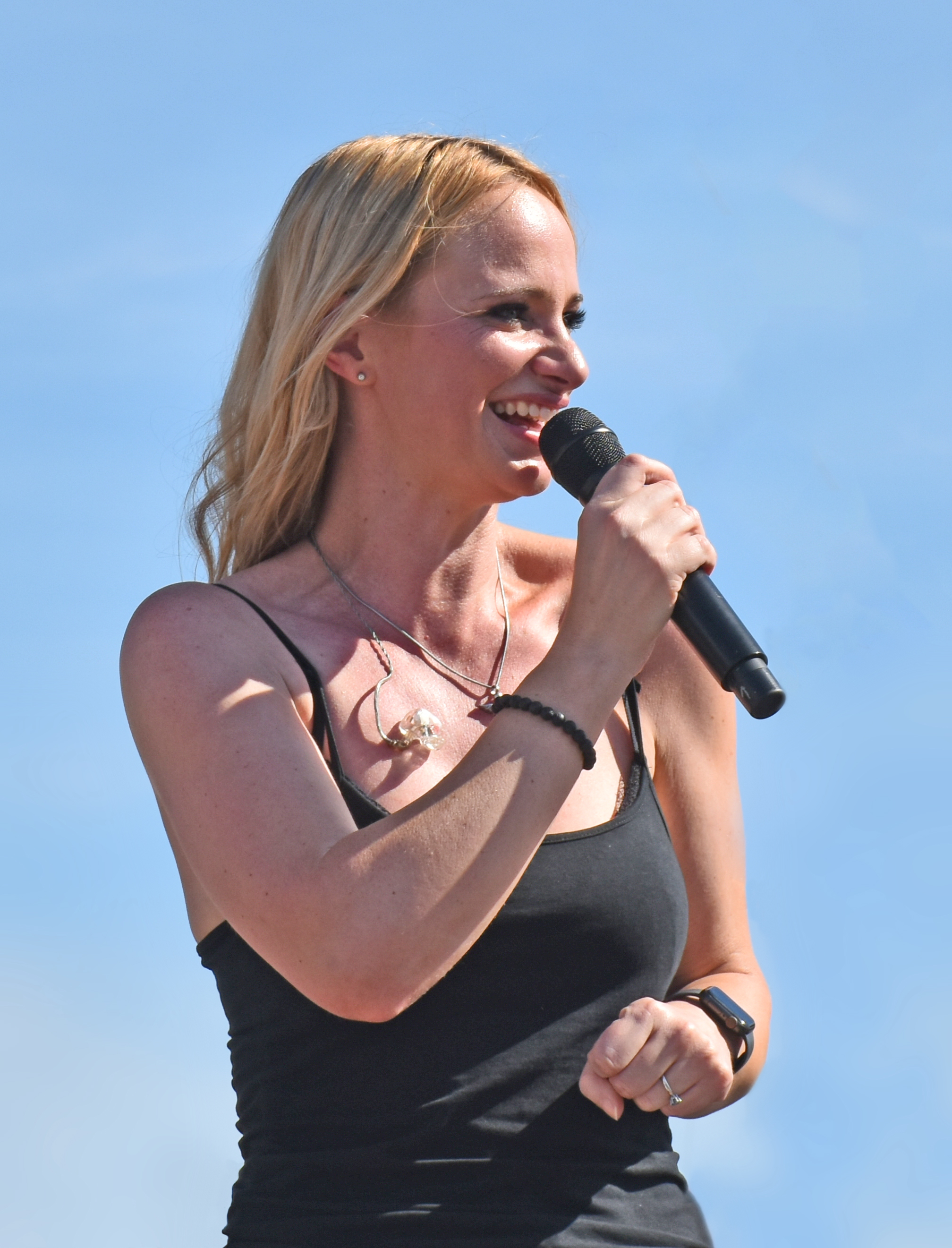
Pia Malo (* 1982)

### Malob
- Malobabić, Ivana (* 1980), kroatische Tischtennisspielerin
- Malobabić, Rade (1884–1917), serbischer Geheimagent

### Maloc
- Maloča, Mario (* 1989), kroatischer Fußballspieler
- Malocello, Lancelotto, Entdecker

### Malof
- Malofejew, Alexander Dmitrijewitsch (* 2001), russischer Pianist
- Malofejew, Anatoli (1933–2022), sowjetisch-belarussischer Politiker
- Malofejew, Eduard Wassiljewitsch (* 1942), russischer Fußballspieler
- Malofejew, Konstantin Walerjewitsch (* 1974), russischer Oligarch

### Malog
- Malõgina, Elena (* 2000), estnische Tennisspielerin

### Maloh
- Malohlowez, Oksana (* 1996), ukrainische Weitspringerin

### Malok
- Malokinis, Ioannis (1880–1942), griechischer Schwimmer
- Maloku, Kamer (* 1988), albanisch-deutscher Boxsportler

### Malol
- Malolepski, Olaf (* 1946), deutscher SchlagersängerOlaf Malolepski (* 1946)

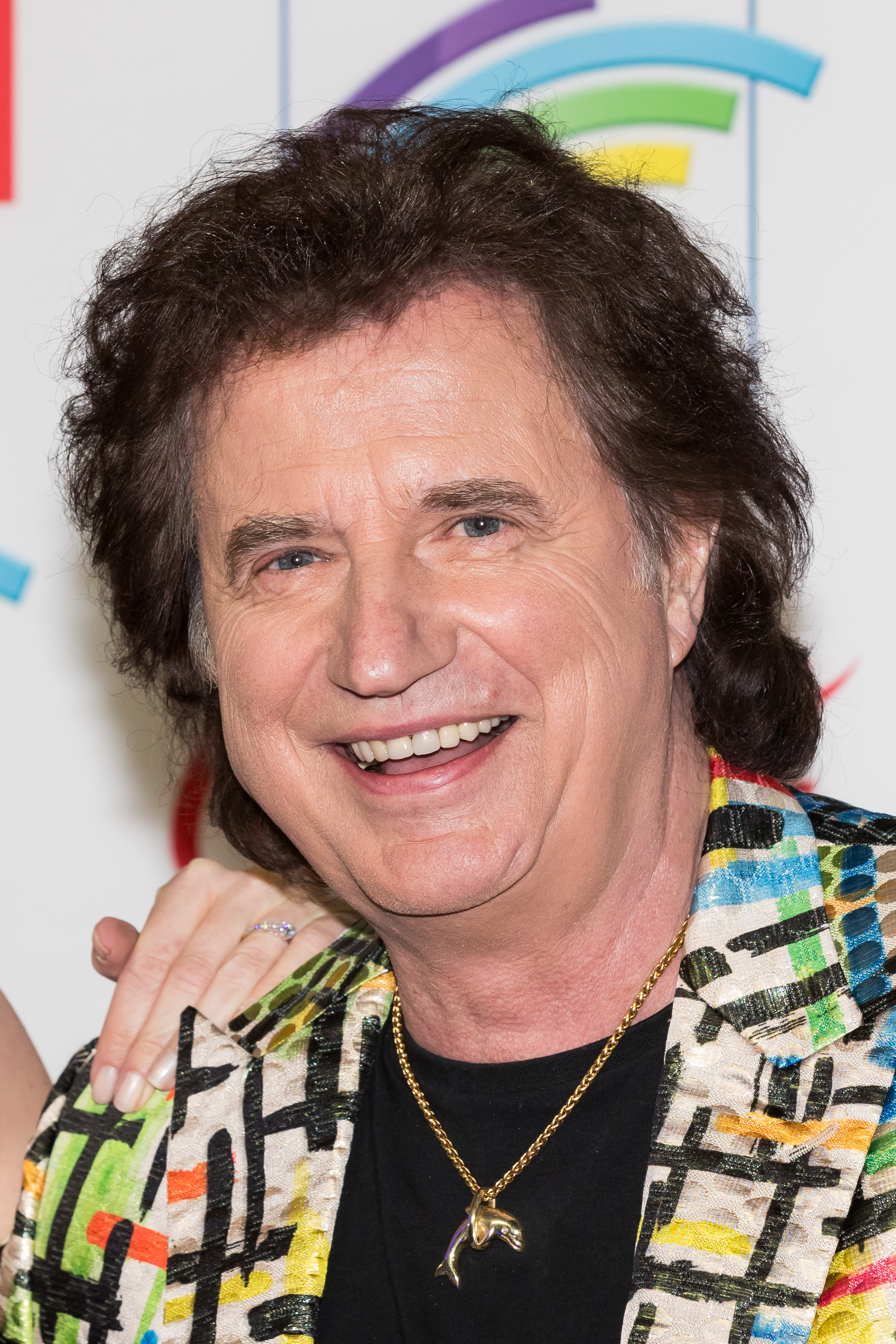
Olaf Malolepski (* 1946)

- Małolepszy, Maciej (* 1972), polnischer Jurist und Hochschullehrer
- Maloljetka, Jewhen (* 1987), ukrainischer Fotojournalist

### Malon
- Malonaqen, nubischer König
- Malonda, Achan (* 1983), deutsche Sängerin
- Malone, Bernie (* 1948), irische Politikerin (Labour Party), MdEP
- Malone, Brad (* 1989), kanadischer Eishockeyspieler
- Malone, Brent (1941–2004), bahamäischer Maler
- Malone, Bugzy (* 1990), britischer Grime-Rapper
- Malone, Cecil L’Estrange (1890–1965), britischer Politiker, erster kommunistischer Abgeordneter im House of Commons
- Malone, Chantel (* 1991), britische Leichtathletin der Britischen Jungferninseln
- Malone, David (* 1977), irischer Schwimmer
- Malone, Dion (* 1989), surinamisch-niederländischer Fußballspieler
- Malone, Don, US-amerikanischer Komponist, Improvisationsmusiker und Musikpädagoge
- Malone, Dorothy (1924–2018), US-amerikanische Schauspielerin
- Malone, Dumas (1892–1986), amerikanischer Historiker
- Malone, Edmond (1741–1812), irischer Schriftsteller und Rechtsanwalt
- Malone, Francis (* 1950), US-amerikanischer Geistlicher, römisch-katholischer Bischof von Shreveport
- Malone, Gareth (* 1975), britischer Chorleiter und Showmaster
- Malone, George W. (1890–1961), US-amerikanischer Politiker
- Malone, Gerry (* 1950), schottischer Politiker (Conservative Party), Mitglied des House of Commons
- Malone, Greg (* 1956), kanadischer Eishockeyspieler und -scout
- Malone, J. J. (1935–2004), US-amerikanischer Bluesmusiker
- Malone, James William (1920–2000), US-amerikanischer Geistlicher, römisch-katholischer Bischof von Youngstown
- Malone, Jeff (* 1961), US-amerikanischer Basketballspieler
- Malone, Jena (* 1984), US-amerikanische Schauspielerin, Filmproduzentin und MusikerinJena Malone (* 1984)

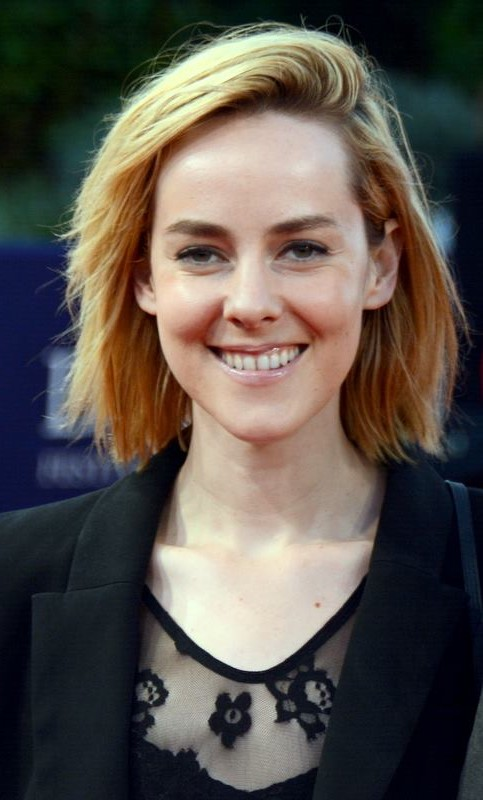
Jena Malone (* 1984)

- Malone, Joe (1890–1969), kanadischer Eishockeyspieler
- Malone, Joe (* 1957), irischer Bogenschütze
- Malone, John (* 1941), US-amerikanischer Unternehmer
- Malone, Jordan (* 1984), US-amerikanischer Shorttracker
- Malone, Josh (* 1996), US-amerikanischer American-Football-Spieler
- Malone, Kali (* 1994), US-amerikanische Komponistin
- Malone, Karl (* 1963), US-amerikanischer BasketballspielerKarl Malone (* 1963)

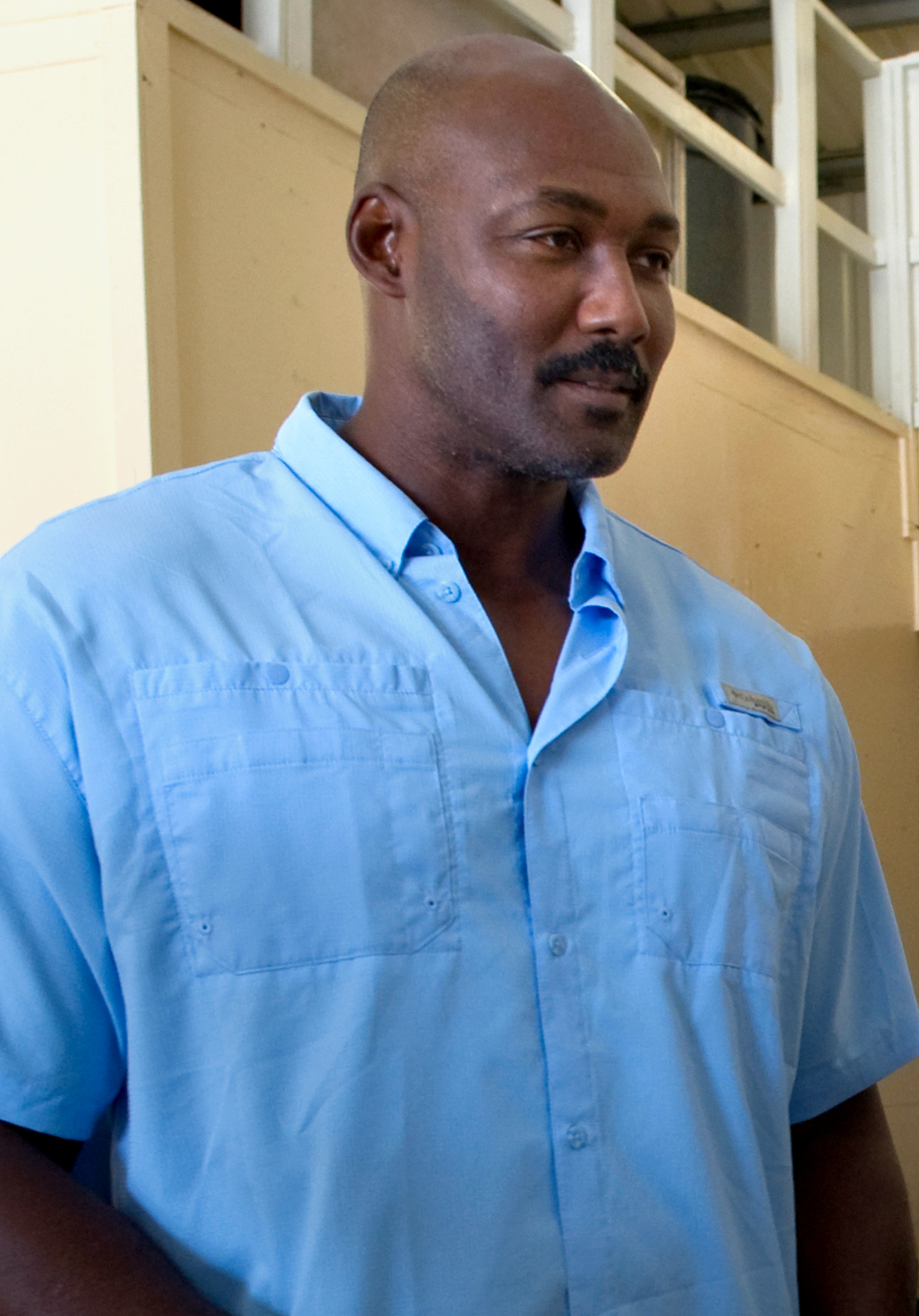
Karl Malone (* 1963)

- Malone, Kemp (1889–1971), amerikanischer Philologe
- Malone, Laurence († 2021), US-amerikanischer Radrennfahrer
- Malone, Maggie (* 1993), US-amerikanische Speerwerferin
- Malone, Mary, britische Künstlerin und Filmschauspielerin
- Malone, Maurice (* 2000), deutsch-US-amerikanischer Fußballspieler
- Malone, Michael (* 1971), US-amerikanischer Basketballtrainer
- Malone, Michael John (* 1939), australischer Geistlicher, Altbischof von Maitland-Newcastle
- Malone, Moses (1955–2015), US-amerikanischer Basketballspieler
- Malone, Patrick (1916–1993), irischer Politiker
- Malone, Paul Bernard (1872–1960), US-amerikanischer Offizier, Generalmajor der US-Army
- Malone, Richard (* 1946), US-amerikanischer Geistlicher, emeritierter römisch-katholischer Bischof von Buffalo
- Malone, Richie (* 1986), irischer Rockmusiker
- Malone, Robert W., US-amerikanischer Molekularbiologe, Virologe und ImmunologeRobert W. Malone

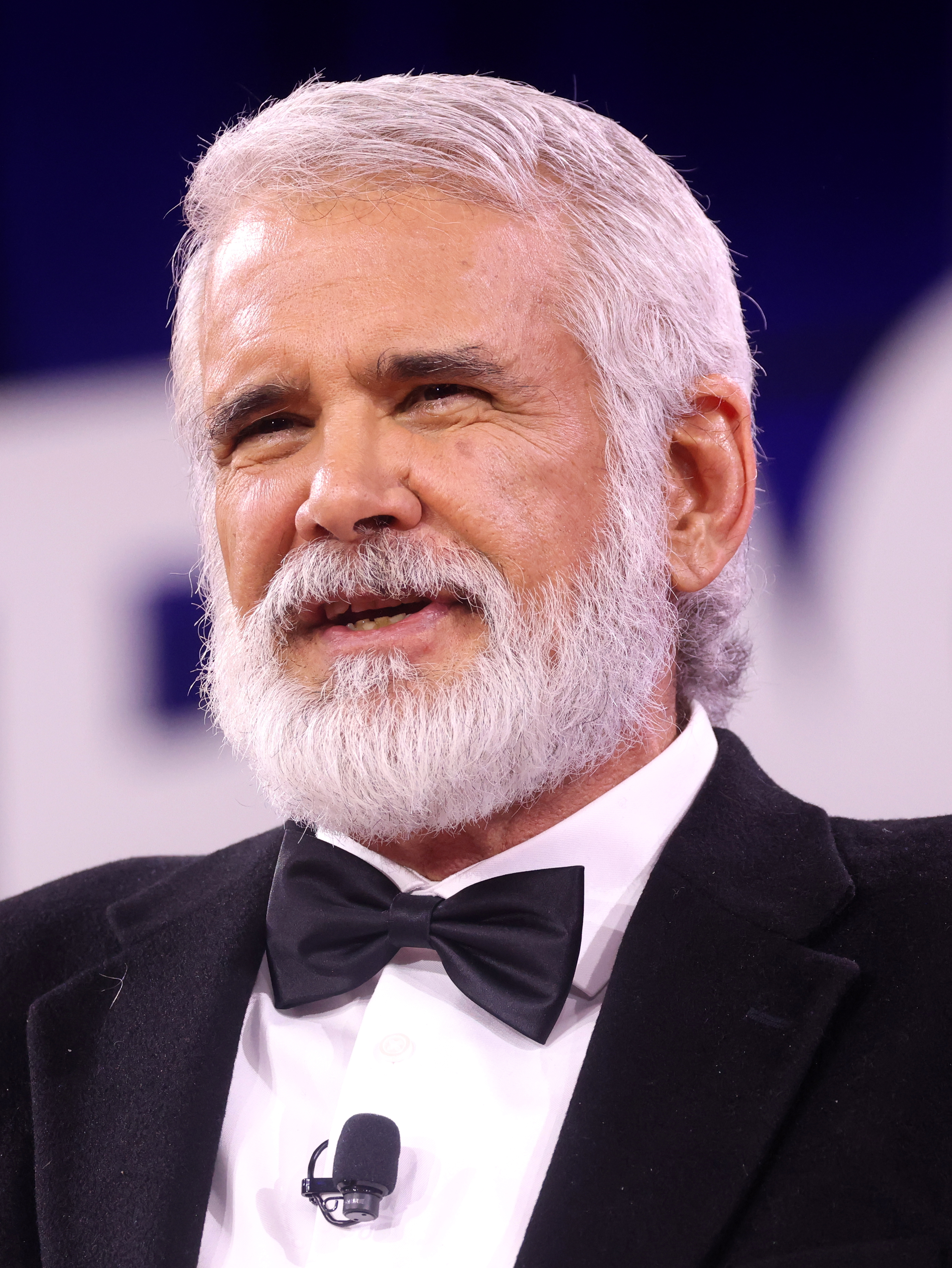
Robert W. Malone

- Malone, Ross L. (1910–1974), US-amerikanischer Jurist
- Malone, Russell (1963–2024), US-amerikanischer Gitarrist des Modern Jazz
- Malone, Ryan (* 1979), US-amerikanischer Eishockeyspieler
- Malone, Ryan (* 1992), US-amerikanischer Fußballspieler
- Malone, Scott (* 1991), englischer Fußballspieler
- Malone, Thomas Paul (1915–2000), kanadischer Diplomat
- Malone, Tom (* 1947), US-amerikanischer Jazz- und Studiomusiker
- Malone, Vincent (1931–2020), britischer römisch-katholischer Geistlicher, Weihbischof in Liverpool
- Malone, Vincent (* 1958), französischer Sänger
- Malone, William (* 1953), US-amerikanischer Horrorfilm-Regisseur
- Malone-Mayes, Vivienne (1932–1995), US-amerikanische Mathematikerin und Hochschullehrerin
- Malone-Wallace, Maicel (* 1969), US-amerikanische Leichtathletin
- Maloney, Alex (* 1992), neuseeländische Seglerin
- Maloney, Brian (* 1978), kanadischer Eishockeyspieler, -trainer und -funktionär
- Maloney, Carolyn B. (* 1946), US-amerikanische Politikerin (Demokratische Partei)
- Maloney, Charles Garrett (1912–2006), US-amerikanischer römisch-katholischer Geistlicher, Weihbischof in Louisville
- Maloney, Coleen, Schauspielerin
- Maloney, Dan (1950–2018), kanadischer Eishockeyspieler und -trainer
- Maloney, Dave (* 1956), kanadischer Eishockeyspieler
- Maloney, David Monas (1912–1995), US-amerikanischer Geistlicher, Bischof von Wichita
- Maloney, Don (* 1958), kanadischer Eishockeyspieler und -funktionär
- Maloney, Eamonn (* 1953), irischer Politiker der irischen Labour Party
- Maloney, Eliz (* 2000), britische Tennisspielerin
- Maloney, Elizabeth (* 1984), kanadische Beachvolleyballspielerin
- Maloney, Francis T. (1894–1945), US-amerikanischer Politiker
- Maloney, Franklin J. (1899–1958), US-amerikanischer Politiker
- Maloney, James H. (* 1948), US-amerikanischer Politiker
- Maloney, Kellie (* 1953), britische Boxpromoterin
- Maloney, Lennard (* 1999), deutsch-amerikanischer Fußballspieler
- Maloney, Paul H. (1876–1967), US-amerikanischer Politiker
- Maloney, Peter (* 1944), US-amerikanischer Schauspieler, Regisseur und Dramatiker
- Maloney, Robert S. (1881–1934), US-amerikanischer Politiker
- Maloney, Sean Patrick (* 1966), US-amerikanischer Politiker der Demokratischen Partei
- Maloney, Shafiqua (* 1999), vincentische Leichtathletin
- Maloney, Shane (* 1953), australischer Romanschriftsteller
- Maloney, Shaun (* 1983), schottischer Fußballspieler und -trainer
- Maloney, Thomas Francis (1903–1962), US-amerikanischer römisch-katholischer Geistlicher, Weihbischof in Providence
- Maloney, Zane (* 2003), barbadischer AutomobilrennfahrerZane Maloney (* 2003)

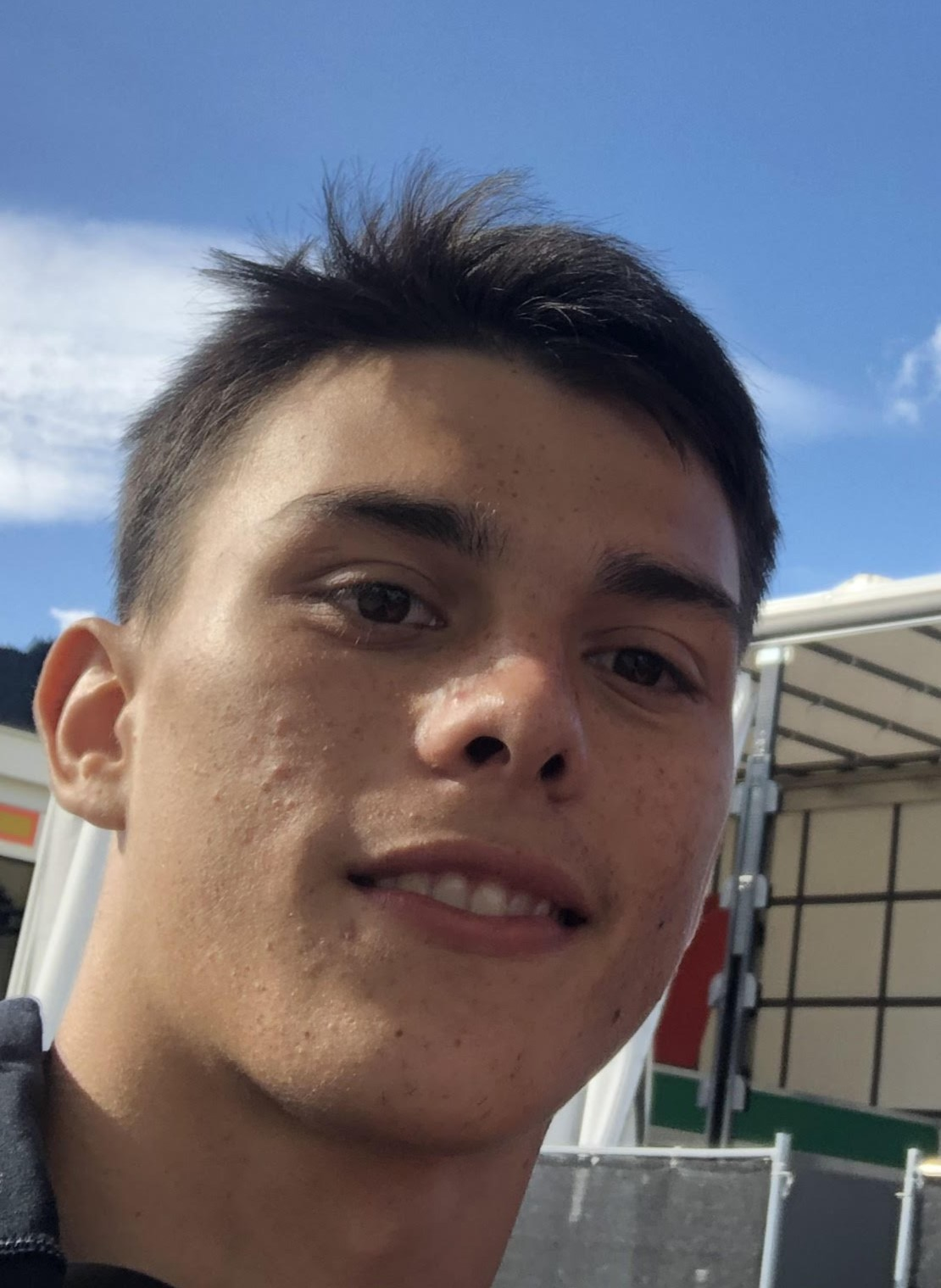
Zane Maloney (* 2003)

- Malonga, Chris (* 1987), kongolesischer Fußballspieler
- Malonga, Dominique (* 2005), französische Basketballspielerin
- Malonga, Jean (1907–1985), kongolesischer Schriftsteller Journalist und Politiker
- Malonga, Madeleine (* 1993), französische Judoka

### Maloo
- Maloo, Kurt (* 1953), Schweizer Musiker
- Maloof, John, Filmemacher, Fotograf und Buchautor
- Maloof, Richard (1940–2024), US-amerikanischer Jazzmusiker (Bass)
- Malook, Saadat Shazada (* 1916), afghanischer Hockeyspieler
- Malooly, William Francis (* 1944), US-amerikanischer Geistlicher, römisch-katholischer Bischof von Wilmington

### Malop
- Malope, Rebecca (* 1965), südafrikanische Gospelsängerin

### Maloq
- Maloqe, nubische Königin
- Maloqorebar, nubischer König

### Malor
- Malör, Miki (* 1957), österreichische Theatermacherin, Regisseurin und Performerin
- Malori, Adriano (* 1988), italienischer Radrennfahrer
- Malorix, Anführer der Friesen
- Malorny, Hartmuth (* 1959), deutscher Beat-Schriftsteller
- Malorny, Heinz (1932–2012), deutscher Philosophiehistoriker
- Malorny, Ralf, deutscher Boxer
- Malortie, Ernst von (1804–1887), Verwaltungsbeamter und Minister des Königreichs Hannover
- Malortie, Hermann von (1807–1866), deutscher Adliger und Theaterintendant
- Malortie, Theodor von (1844–1930), sächsischer Generalmajor, Hofmarschall der Königin
- Malory, Thomas († 1471), englischer Autor oder Herausgeber von „Le Morte d’Arthur“

### Malos
- Maloschon, Irina, russische Widerstandskämpferin gegen den Nationalsozialismus
- Malosemlin, Wladimir Fjodorowitsch (* 1956), sowjetisch-russischer Mittelstreckenläufer
- Malosjomowa, Sofija Alexandrowna (1845–1908), russische Pianistin und Hochschullehrerin
- Malosse, Henri (* 1954), französischer Wirtschaftsvertreter
- Malossilow, Oleksandr (* 1997), ukrainischer Dreispringer
- Malossini, Mario (* 1947), italienischer Politiker
- Małoszewski, Piotr (1950–2017), polnischer Geowissenschaftler

### Malot
- Malot, Hector (1830–1907), französischer Schriftsteller
- Malot, Leah Jemeli (* 1972), kenianische Langstreckenläuferin
- Malota, Peter (* 1958), albanisch-amerikanischer Schauspieler und Martial-Arts-Kämpfer
- Malotki von Trzebiatowski, August (1808–1873), preußischer Generalleutnant
- Malotki von Trzebiatowski, Friedrich Wilhelm (1790–1867), preußischer Generalmajor
- Malotki, Hermann von (1830–1911), preußischer Generalleutnant
- Malotki, Jörg Vincent (* 1969), deutscher Schauspieler
- Malotki, Max von (* 1977), deutscher Journalist, Autor und Radiomoderator
- Malotta, Ulrike (* 1989), deutsche Lied-, Konzert- und Opernsängerin der Stimmlage Mezzosopran
- Malotte, Albert Hay (1895–1964), US-amerikanischer Musiker, Komponist
- Malottki, Erik von (* 1986), deutscher Politiker (SPD), MdB

### Malou
- Malou, Jules (1810–1886), belgischer Staatsmann
- Malouda, Aaron (* 2005), französischer Fußballspieler
- Malouda, Florent (* 1980), französischer Fußballspieler
- Malouda, Lesly (* 1983), französischer Fußballspieler
- Malouet, Pierre-Victor (1740–1814), französischer Beamter und Politiker
- Malouf, David (* 1934), australischer Autor
- Malouf, Joseph (1893–1968), libanesischer Geistlicher, melkitischer Erzbischof von Baalbek
- Malouin, Arthur (1857–1936), kanadischer Jurist und Politiker
- Malouin, Paul-Jacques (1701–1778), französischer Arzt, Chemiker und Enzyklopädist
- Malouma (* 1960), mauretanische Sängerin und Politikerin
- Maloumat, Ali (* 1981), iranischer Judoka

### Malov
- Maľová, Viktória (* 1993), slowakische Tennisspielerin
- Malovčić, Edita (* 1978), österreichische Schauspielerin und Singer-SongwriterEdita Malovčić (* 1978)

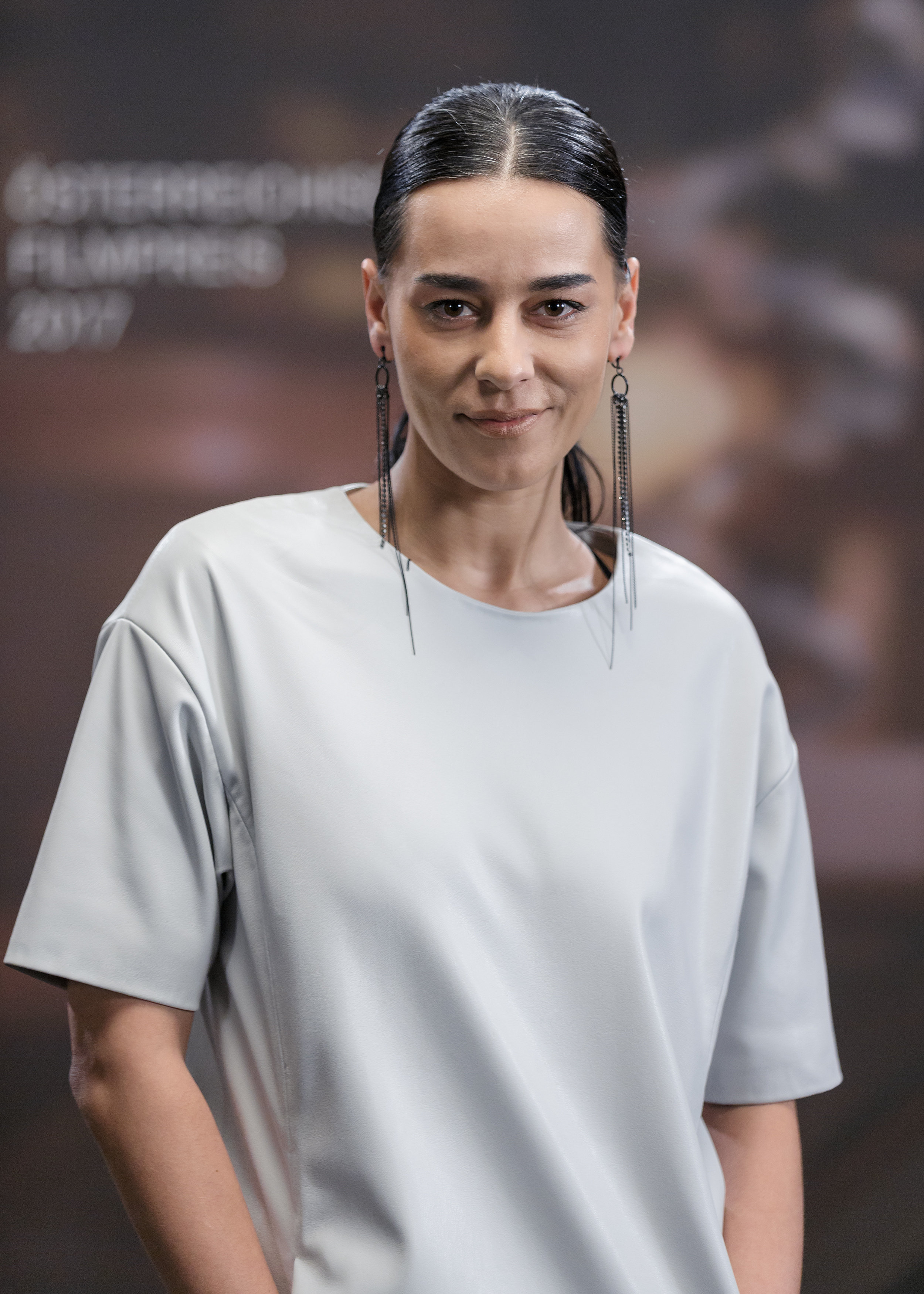
Edita Malovčić (* 1978)

- Malovčić, Kemal (* 1946), bosnischer Sänger
- Malovec, Jozef (1933–1998), slowakischer Komponist
- Malović, Đurđina (* 1996), montenegrinische Handballspielerin
- Malović, Nemanja (* 1991), montenegrinischer Handballspieler
- Malović, Snežana (* 1976), serbische Justizministerin
- Malovrh, Tia (* 2008), slowenische Nordische Kombiniererin

### Malow
- Malow, Sergei Jefimowitsch (1880–1957), russischer und sowjetischer Sprachwissenschaftler, Orientalist und Turkologe
- Malow, Sergei Olegowitsch (* 1983), russischer Violinist und Bratschist
- Malowetz, Leopold von (1812–1876), österreichischer Feldzeugmeister
- Malowijebamani, nubischer König
- Malowney, Margo (* 1967), kanadische Beachvolleyballspielerin

### Maloy
- Maloy, Celeste (* 1981), US-amerikanische Politikerin
- Maloy, Mike (1949–2009), österreichisch-US-amerikanischer Basketballspieler
- Maloya, Thengo (* 1947), malawischer Politiker und Diplomat
- Maloyan, Hrant (1896–1978), armenischer General der syrischen Armee, Oberbefehlshaber der inneren Sicherheitskräfte in Syrien
- Maloyan, Ignatius (1869–1915), Bischof von Mardin

### Maloz
- Malozo, Sichone (* 1978), sambischer Politiker